# Clasificación Internacional de Atención Primaria
La Clasificación Internacional de Atención Primaria, también denominada CIAP-2 (o ICPC-2, del inglés International Classification of Primary Care, y en forma extendida como ICPC-2 PLUS) es una taxonomía de los términos y expresiones utilizadas habitualmente en medicina general / de familia. Recoge los motivos (o razones) de consulta, los problemas de salud y el proceso de atención. Es un tipo de clasificación de terminología médica de ámbito internacional.

## Historia
La WONCA ("Organización Mundial de los Médicos Generales / de Familia") publicó en 1987 la primera edición denominada International Classification of Primary Care (ICPC-1). En 1993 se publicó una revisión que incluía la traducción a varios idiomas europeos, era la International Classification of Primary Care in the European Community (ICPC-E). En 1998 se publicó la segunda edición original en inglés, con el acrónimo ICPC-2. En el año 2000 se lanzó una versión revisada en formato electrónico, con el acrónimo ICPC-2-E. Actualmente la ICPC-2 está disponible en 20 idiomas.

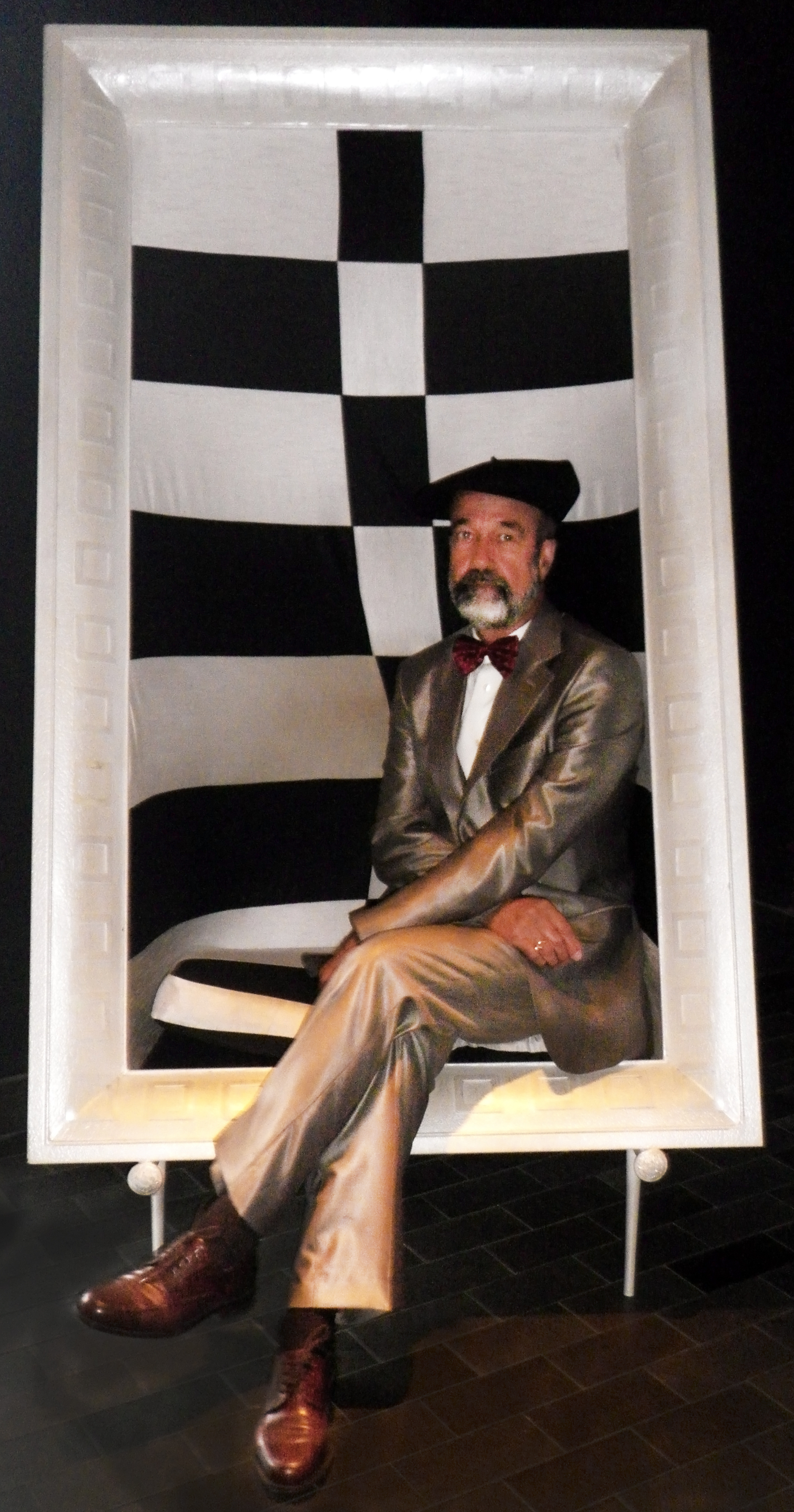
Juan Gérvas traductor al español de la CIAP-2.

En 1999 se publicó la versión española de la Clasificación Internacional de la Atención Primaria segunda edición (CIAP-2), que también está disponible en formato electrónico (CIAP-2-E). El encargado de la traducción al español fue el Dr. Juan Gérvas, miembro del Comité Internacional de Clasificación de la WONCA.
Esta nueva versión permite clasificar por “episodios de atención”, concepto más amplio que el hospitalario de “episodio de enfermedad”, que incluye: la razón de consulta expresada por el paciente, los problemas de salud detectados por el profesional, y las intervenciones o procedimientos del proceso de atención.
Además, dispone de los anexos: el modelo de Formulario para la Valoración de la Gravedad de las Enfermedades DUSOI / WONCA, las Láminas de Medición del Estado Funcional COOP / WONCA, y la tabla de equivalencias para convertir los códigos CIE-10 a CIAP-2.
Es una referencia obligada no solo para la investigación, sino también en el proceso de informatización de la historia clínica, al permitir codificar las actividades y elementos del episodio de atención al paciente.
La CIE-10 (de la OMS) y la CIAP-2 (de la WONCA) son duras competidoras por convertirse en la clasificación de referencia mundial en atención primaria.
La primera tiene la ventaja en España de ser la clasificación obligatoria por Ley en los informes de alta hospitalaria, y los inconvenientes de ser muy extensa, demasiado específica y orientada a la enfermedad.
La CIAP-2 cuenta con el apoyo internacional de organizaciones de médicos generales / de familia, y está pensada y diseñada por y para la atención primaria de salud, es usada tanto para actividades clínicas, como docentes y de investigación.

## Estructura
Se basa en códigos alfanuméricos de tres caracteres, ampliables si se considera necesario. El primer carácter es una letra que representa un aparato o sistema orgánico, y constituyen los 17 "capítulos" de esta clasificación. El segundo y tercer carácter son dígitos que forman números denominados "componentes", que se relacionan específica o inespecíficamente con: signos o síntomas; procedimientos administrativos diagnósticos, preventivos o terapéuticos; resultados de pruebas complementarias; derivaciones, seguimiento y otras razones de consulta; o enfermedades y problemas de salud.
Para asignar una "rúbrica" se maneja un eje biaxial (capítulos / componentes) que permite realizar una clasificación rápida y sencilla. Como ayuda, y para evitar la variabilidad, incluye en cada código: el equivalente en la Clasificación Internacional de Enfermedades edición décima (CIE-10), los términos o sinónimos incluidos y excluidos, los criterios de inclusión en cada rúbrica, y referencias a otras rúbricas que deben considerarse si no se cumplen los criterios de inclusión.

### Capítulos
La CIAP-2 contiene 17 capítulos, diferenciados por una letra, que corresponden a un código nemotécnico en inglés:
A. Problemas generales e inespecíficos
B. Sangre, órganos hematopoyéticos y sistema inmunitario (linfáticos, bazo y médula ósea) (B de Blood)
D. Aparato digestivo
F. Ojo y anejos
H. Aparato auditivo (H de Hearing)
K. Aparato circulatorio
L. Aparato locomotor
N. Sistema nervioso
P. Problemas psicológicos
R. Aparato respiratorio
S. Piel y faneras (S de Skin)
T. Aparato endocrino, metabolismo y nutrición
U. Aparato urinario
W. Planificación familiar, embarazo, parto y puerperio (W de Women, referido a la reproducción)
X. Aparato genital femenino y mamas (X de cromosoma X)
Y. Aparato genital masculino y mamas (Y de cromosoma Y)
Z. Problemas sociales

### Componentes
La CIAP-2, dentro de cada capítulo, incluye tres grupos de componentes (motivos de consulta, procesos de atención, y problemas de salud) procedentes de tres diferentes clasificaciones previas de la WONCA:
- Clasificación de Razones de Consulta (1981)
- Clasificación Internacional del Proceso de Atención Primaria (IC-Process-PC) (1985)
- Clasificación Internacional de Problemas de Salud en Atención Primaria (ICHPPC-2-d) (1976, 1983)
Los 7 componentes de la CIAP-2 están normalizados para todos los capítulos, y son por orden:
- Motivos de consulta:

1. Signos y síntomas (rúbricas de la 01 a la 29)
- Proceso de atención:

2. Procedimientos diagnósticos y preventivos (30 a 49)
3. Procedimientos terapéuticos (50 a 59)
4. Resultados de pruebas complementarias (60 a 61)
5. Procedimientos administrativos (62)
6. Derivaciones, seguimiento y otras razones de consulta (63 a 69)
- Problemas de salud:

7. Enfermedades y problemas de salud: (70 a 99)
- Enfermedades infecciosas
- Neoplasias
- Lesiones
- Anomalías congénitas
- Otros

## Rúbricas
El CIAP-2 contiene 686 rúbricas diferentes. Cada rúbrica es un código alfanumérico formado por una letra (correspondiente a un capítulo) más un número de 2 cifras (correspondiente a un componente).

### A.Problemas Generales e Inespecíficos
A01 Dolor generalizado/múltiple
A02 Escalofríos
A03 Fiebre

Capítulo A: dolor.

A04 Astenia/cansancio/debilidad general
A05 Sensación de enfermedad/de estar enfermo
A06 Desmayo/síncope
A07 Coma
A08 Inflamación
A09 Problemas de sudoración
A10 Sangrado/hemorragia NE (=No Especificado de otra forma)
A11 Dolor torácico NE
A13 Preocupación/Miedo al tratamiento
A16 Lactante irritable/nervioso
A18 Preocupación sobre la apariencia
A20 Solicitud/discusión acerca de la eutanasia
A21 Factor de riesgo para cáncer NE
A23 Factor de riesgo NE
A25 Miedo a la muerte/a la agonía
A26 Miedo al cáncer NE
A27 Miedo a otra enfermedad NE
A28 Incapacidad/minusvalía NE
A29 Otros signos/síntomas generales
A70 Tuberculosis
A71 Sarampión
A72 Varicela
A73 Paludismo/malaria
A74 Rubéola
A75 Mononucleosis infecciosa
A76 Otras enfermedades virales con exantema
A77 Otras enfermedades virales NE
A78 Otras enfermedades infecciosas NE
A79 Cáncer/neoplasia maligna NE
A80 Traumatismo/lesión NE
A81 Traumatismos/lesiones múltiples
A82 Efectos secundarios tardíos de traumatismos
A84 Intoxicaciones/envenenamientos/sobredosificación por medicamentos
A85 Efecto adverso por medicamento a su dosis correcta
A86 Efectos tóxicos de sustancias no medicamentosas
A87 Complicación de tratamiento médico
A88 Efectos adversos de factores físicos
A89 Efectos adversos de prótesis/dispositivos
A90 Anomalías congénitas múltiples NE
A91 Resultados anormales de pruebas NE
A92 Alergia/reacciones alérgicas NE
A93 Recién nacidos prematuros/inmaduros
A94 Otra morbilidad perinatal
A95 Mortalidad perinatal
A96 Fallecimiento/muerte
A97 Sin enfermedad
A98 Medicina preventiva/promoción de la salud
A99 Otras enfermedades generales NE

### B.Sangre,Órganos HematopoyéticosySistema Inmunitario(linfáticos,bazoymédula ósea)
B02 Adenopatía/dolor en ganglio linfático
B04 Signos/síntomas de la sangre/órganos hematopoyéticos
B25 Miedo al SIDA
B26 Miedo al cáncer de sangre/órganos hematopoyéticos/linfáticos
B27 Miedo a otras enfermedades de la sangre/órganos hematopoyéticos/linfáticos
B28 Incapacidad/minusvalía por enfermedad de la sangre/órganos hematopoyéticos/linfáticos
B29 Otros signos/síntomas de enfermedad de la sangre/órganos hematopoyéticos/linfáticos/inmunológicos
B70 Linfadenitis aguda

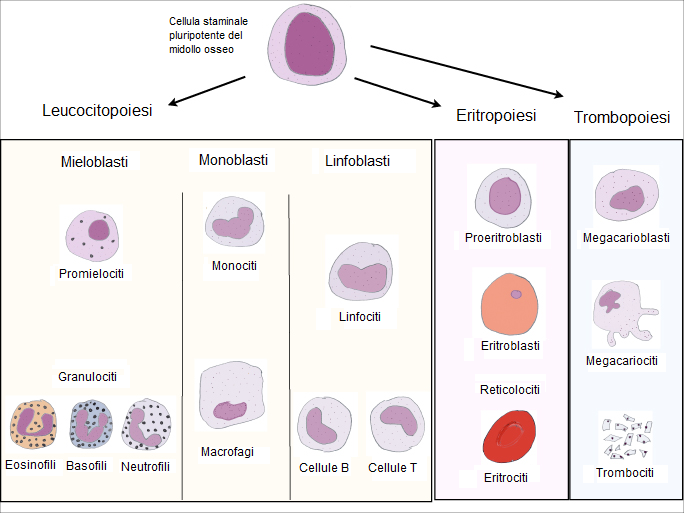
Capítulo B: sangre.

B71 Linfadenitis crónica/inespecífica
B72 Enfermedad de Hodgkin/linfomas
B73 Leucemia
B74 Otras neoplasias malignas hematológicas
B75 Neoplasias hematológicas benignas/inespecíficas
B76 Rotura traumática de bazo
B77 Otros traumatismos de órganos hematopoyéticos/linfáticos/bazo
B78 Anemias hemolíticas hereditarias
B79 Otras anomalías congénitas de la sangre/órganos hematopoyéticos/linfáticos
B80 Anemia ferropénica
B81 Anemia perniciosa/por deficiencia de folatos
B82 Otras anemias/inespecíficas
B83 Púrpura/alteraciones de la coagulación
B84 Leucocitos anormales
B87 Esplenomegalia
B90 Infección por VIH, SIDA
B99 Otras enfermedades hematológicas/linfáticas/inmunológicas

### D.Aparato Digestivo

Capítulo D: aparato digestivo.

D01 Dolor abdominal generalizado/retortijones
D02 Dolor de estómago/epigástrico
D03 Pirosis
D04 Dolor rectal/anal
D05 Prurito perianal
D06 Otros dolores abdominales localizados
D07 Dispepsia/indigestión
D08 Flatulencia/aerofagia/dolor por gases
D09 Náusea
DI0 Vómito
D11 Diarrea
D12 Estreñimiento
D13 Ictericia
D14 Hematemesis/vómito de sangre
D15 Melena
D16 Rectorragia/hemorragia rectal
D17 Incontinencia fecal
D18 Cambio en las heces/en el ritmo intestinal
D19 Signos/síntomas de dientes y encías
D20 Signos/síntomas de boca, lengua y labios
D21 Problemas de la deglución
D23 Hepatomegalia
D24 Masa abdominal NE
D25 Distensión abdominal
D26 Miedo al cáncer del aparato digestivo
D27 Miedo a otras enfermedades del aparato digestivo
D28 Incapacidad/minusvalía por enfermedad del aparato digestivo
D29 Otros signos/síntomas del aparato digestivo
D70 Infección gastrointestinal
D71 Parotiditis epidémica/paperas
D72 Hepatitis viral
D73 Infección intestinal inespecífica/posible
D74 Neoplasias malignas del estómago
D75 Neoplasias malignas de colon/recto
D76 Neoplasias malignas de páncreas
D77 Otras neoplasias malignas del aparato digestivo NE
D78 Neoplasias benignas/inespecíficas del aparato digestivo
D79 Cuerpo extraño en tracto digestivo
D80 Otras lesiones del aparato digestivo
D81 Anomalías congénitas del aparato digestivo
D82 Enfermedades de los dientes/encías
D83 Enfermedades de la boca/lengua/labios
D84 Enfermedades del esófago
D85 Úlcera duodenal
D86 Otras úlceras pépticas
D87 Alteraciones funcionales del estómago
D88 Apendicitis
D89 Hernia inguinal
D90 Hernia de hiato
D91 Otras hernias abdominales
D92 Enfermedad diverticular del intestino
D93 Síndrome del intestino irritable
D94 Enteritis crónica/colitis ulcerosa
D95 Fisura anal/absceso perianal
D96 Oxiuros/áscaris/otros parásitos
D97 Enfermedades hepáticas NE
D98 Colecistitis/colelitiasis
D99 Otras enfermedades del aparato digestivo

### F.OjoyAnejos
F01 Dolor ocular
F02 Ojo rojo
F03 Secreción ocular
F04 Puntos flotantes/manchas
F05 Otros signos/síntomas visuales

Capítulo F: ojos y anejos.

F13 Sensaciones anormales en los ojos
F14 Movimientos anormales de los ojos
F15 Aspecto anormal de los ojos
F16 Signos/síntomas de los párpados
F17 Signos/síntomas en relación con gafas
F18 Signos/síntomas en relación con lentes de contacto
F27 Miedo a una enfermedad ocular
F28 Incapacidad/minusvalía de ojo y anejos
F29 Otros signos/síntomas oculares
F70 Conjuntivitis infecciosas
F71 Conjuntivitis alérgica
F72 Blefaritis/orzuelo/chalazión
F73 Otras infecciones/inflamaciones de los ojos
F74 Neoplasias de ojos/anejos
F75 Contusión/hemorragia de ojos/anejos
F76 Cuerpo extraño en el ojo
F79 Otras lesiones oculares
F80 Obstrucción del conducto lagrimal en el lactante
F81 Otras anomalías oculares congénitas
F82 Desprendimiento de retina
F83 Retinopatía
F84 Degeneración de la mácula
F85 Úlcera corneal
F86 Tracoma
F91 Alteraciones de la refracción
F92 Catarata
F93 Glaucoma
F94 Ceguera/reducción de la agudeza visual
F95 Estrabismo
F99 Otras enfermedades/problemas de salud de ojos/anejos

### H.Aparato Auditivo
H01 Dolor de oído/oreja
H02 Signos/síntomas auditivos
H03 Zumbido/ tinnitus /acúfenos
H04 Secreción por el oído
H05 Sangre en/del oído
H13 Sensación de taponamiento

Capítulo H: oído.

H15 Preocupación sobre la apariencia de las orejas
H27 Miedo a una enfermedad del oído
H28 Incapacidad/minusvalía del aparato auditivo
H29 Otros signos/síntomas del oído/oreja
H70 Otitis externa
H71 Otitis media/miringitis aguda
H72 Otitis media serosa
H73 Salpingitis de la trompa de Eustaquio
H74 Otitis media crónica
H75 Neoplasias del aparato auditivo
H76 Cuerpo extraño en el oído
H77 Perforación del tímpano
H78 Lesión superficial del oído/oreja
H79 Otras lesiones del aparato auditivo
H80 Anomalías congénitas del aparato auditivo
H81 Cera excesiva en el conducto auditivo
H82 Síndromes vertiginosos
H83 Otoesclerosis
H84 Presbiacusia
H85 Trauma acústico
H86 Sordera
H99 Otras enfermedades del aparato auditivo

### K.Aparato Circulatorio

Capítulo K: aparato circulatorio.

K01 Dolor cardíaco/atribuido al corazón
K02 Opresión/presión cardíaca
K03 Dolor cardiovascular NE
K04 Palpitaciones/percepción de los latidos cardíacos
K05 Otras irregularidades del ritmo cardíaco
K06 Venas ingurgitadas
K07 Tobillos hinchados/edematosos
K22 Factor de riesgo para enfermedad cardiovascular
K24 Miedo a un infarto de miocardio
K25 Miedo a la hipertensión
K27 Miedo a otras enfermedades cardiovasculares
K28 Incapacidad/minusvalía por enfermedad cardiovascular
K29 Otros signos/síntomas cardiovasculares
K70 Enfermedades infecciosas cardiovasculares
K71 Fiebre reumática/enfermedad reumática cardíaca
K72 Neoplasias cardiovasculares
K73 Anomalías congénitas cardiovasculares
K74 Isquemia cardíaca con angina
K75 Infarto agudo de miocardio
K76 Isquemia cardíaca sin angina
K77 Insuficiencia cardíaca
K78 Fibrilación auricular/aleteo auricular
K79 Taquicardia paroxística
K80 Arritmia cardíaca NE
K81 Soplos cardíacos/arteriales NE
K82 Enfermedad pulmonar cardíaca
K83 Enfermedad valvular cardíaca
K84 Otras enfermedades cardíacas

Capítulo K: corazón.

K85 Elevación de la presión arterial
K86 Hipertensión no complicada
K87 Hipertensión con afectación de órgano diana
K88 Hipotensión postural
K89 Isquemia cerebral transitoria
K90 Accidente cerebrovasclar/ictus/apoplejía
K91 Enfermedad cerebrovascular
K92 Aterosclerosis/enfermedad arterial periférica
K93 Embolismo pulmonar
K94 Flebitis y tromboflebitis
K95 Venas varicosas en extremidads inferiores
K96 Hemorroides
K99 Otras enfermedades cardiovasculares

### L.Aparato Locomotor
L01 Signos/síntomas del cuello
L02 Signos/síntomas de la espalda
L03 Signos/síntomas lumbares
L04 Signos/síntomas torácicos

Capítulo L: esqueleto humano.

L05 Signos/síntomas de flancos y axilas
L07 Signos/síntomas de la mandíbula
L08 Signos/síntomas del hombro
L09 Signos/síntomas del brazo
L10 Signos/síntomas del codo
L11 Signos/síntomas de la muñeca
L12 Signos/síntomas de la mano y sus dedos
L13 Signos/síntomas de la cadera
L14 Signos/síntomas del muslo y de la pierna
L15 Signos/síntomas de la rodilla
L16 Signos/síntomas del tobillo
L17 Signos/síntomas del pie y sus dedos
L18 Dolor muscular
L19 Otros signos/síntomas musculares NE
L20 Signos/síntomas articulares NE
L26 Miedo al cáncer del aparato locomotor
L27 Miedo a otras enfermedades del aparato locomotor
L28 Incapacidad/minusvalía del aparato locomotor
L29 Otros signos/síntomas del aparato locomotor
L70 Infecciones del aparato locomotor
L71 Neoplasias malignas del aparato locomotor
L72 Fractura de cúbito/Fractura de radio
L73 Fractura de tibia/Fractura de peroné
L74 Fractura de carpo/Fractura de tarso/Fractura de huesos de la mano/Fractura de huesos del pie
L75 Fractura de fémur
L76 Otras fracturas

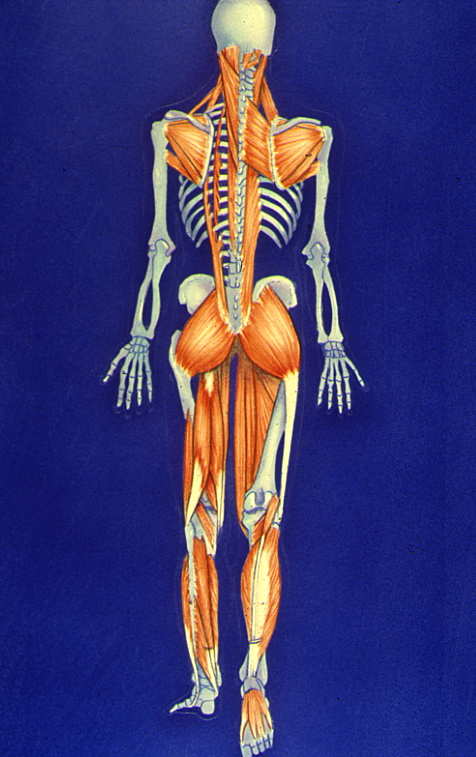
Capítulo L: aparato locomotor.

L77 Esguinces y distensiones del tobillo
L78 Esguinces y distensiones rodilla
L79 Esguinces y distensiones NE
L80 Luxación y subluxación
L81 Otras lesiones del aparato locomotor NE
L82 Anomalías congénitas del aparato locomotor
L83 Síndromes del cuello
L84 Síndromes lumbares/torácicos sin irradiación de dolor
L85 Deformidades adquiridas de columna vertebral
L86 Síndromas lumbares/torácicos con irradiación de dolor
L87 Bursitis/tendinitis/sinovitis NE
L88 Artritis reumatoide
L89 Artrosis de cadera
L90 Artrosis de rodilla
L91 Otras artrosis
L92 Síndromes del hombro
L93 Codo de tenista o epicondilitis
L94 Osteocondrosis
L95 Osteoporosis
L96 Lesión aguda interna de la rodilla
L97 Neoplasias benignas/inespecíficas del aparato locomotor
L98 Deformidades adquiridas de miembros
L99 Otras enfermedades del aparato locomotor

### N.Sistema Nervioso
N01 Cefalea
N03 Dolor en la cara
N04 Síndrome de piernas inquietas
N05 Hormigueo en manos y pies

Capítulo N: sistema nervioso.

N06 Otras alteraciones de la sensibilidad
N07 Convulsiones/crisis convulsivas
N08 Movimientos involuntarios anormales
N16 Alteraciones del gusto y del olfato
N17 Vértigo/vahído
N18 Parálisis/debilidad
N19 Alteraciones del lenguaje
N26 Miedo al cáncer del sistema nervioso
N27 Miedo a otras enfermedades neurológicas
N28 Incapacidad/minusvalía neurológica
N29 Otros signos/síntomas neurológicos
N70 Poliomielitis
N71 Meningitis/encefalitis
N72 Tétanos
N73 Otras infecciones del sistema nervioso
N74 Neoplasias malignas del sistema nervioso
N75 Neoplasias benignas del sistema nervioso
N76 Neoplasias inespecíficas sistema nervioso
N79 Conmoción cerebral/concusión
N80 Otros traumatismos craneales

Capítulo N: cerebro.
En azul el lóbulo frontal
En amarillo el lóbulo parietal
En verde el lóbulo temporal
En rojo el lóbulo occipital.

N81 Otras lesiones del sistema nervioso
N85 Anomalías congénitas del sistema nervioso
N86 Esclerosis múltiple
N87 Enfermedad de Parkinson/parkinsonismos
N88 Epilepsia
N89 Migraña
N90 Cefalea en racimos/cluster
N91 Parálisis facial/Parálisis de Bell
N92 Neuralgia del trigémino
N93 Síndrome del túnel carpiano
N94 Neuritis/neuropatías periféricas
N95 Cefalea tensional
N99 Otras enfermedades neurológicas

### P.Problemas Psicológicos

Capítulo P: depresión.

P01 Sensación de ansiedad/tensión/nerviosismo
P02 Estrés agudo
P03 Sensación/sentimientos depresivos
P04 Sensación/sentimientos de irritabilidad/enojo
P05 Sentimientos/conducta senil
P06 Trastornos del sueño
P07 Disminución del deseo sexual
P08 Ausencia/pérdida de la satisfacción sexual
P09 Preocupación sobre las preferencias sexuales
P10 Tartamudeo, disfemia espasmódica, tics
P11 Problemas de la conducta alimentaria en niños
P12 Enuresis
P13 Encopresis
P15 Abuso crónico del alcohol
P16 Abuso agudo del alcohol
P17 Abuso del tabaco
P18 Abuso de fármacos
P19 Abuso de drogas
P20 Trastornos de la memoria
P22 Signos/síntomas del comportamiento del niño
P23 Signos/síntomas del comportamiento del adolescente
P24 Problemas específicos del aprendizaje
P25 Problemas de las etapas de la vida en adultos
P27 Miedo a una enfermedad mental
P28 Incapacidad/minusvalía mental
P29 Otros signos/síntomas psicológicos/mentales
P70 Demencia
P71 Otras psicosis orgánicas
P72 Esquizofrenia
P73 Psicosis afectivas
P74 Trastornos de la ansiedad/estado de ansiedad
P75 Trastornos de somatización/de conversión
P76 Depresión/trastornos depresivos
P77 Suicidio/intento de suicidio
P78 Neurastenia/surmenage
P79 Fobia/trastorno compulsivo
P80 Trastornos de la personalidad
P81 Trastornos hipercinéticos
P82 Estrés postraumático
P85 Retraso mental
P86 Anorexia nerviosa/bulimia
P98 Otras psicosis NE
P99 Otros problemas psicológicos/mentales

### R.Aparato Respiratorio

Capítulo R: aparato respiratorio.

R01 Dolor atribuido al aparato respiratorio
R02 Fatiga respiratoria/disnea
R03 Respiración jadeante/sibilante
R04 Otros problemas de la respiración
R05 Tos
R06 Epistaxis/hemorragia nasal
R07 Estornudos/congestión nasal
R08 Otros signos/síntomas nasales
R09 Signos/síntomas de los senos paranasales
R21 Signos/síntomas de la garganta/faringe/amígdalas
R23 Signos/síntomas de la voz
R24 Hemoptisis
R25 Expectoración/flemas anormales
R26 Miedo al cáncer del aparato respiratorio
R27 Miedo a otras enfermedades del aparato respiratorio
R28 Incapacidad/minusvalía del aparato respiratorio
R29 Otros signos/síntomas del aparato respiratorio
R71 Tos ferina

Funcionamiento del diafragma durante la respiración

R72 Faringitis/amigdalitis estreptocócica
R73 Forúnculo/absceso de la nariz
R74 Infección respiratoria aguda del tracto superior
R75 Sinusitis aguda/crónica
R76 Amigdalitis aguda
R77 Laringitis/traqueítis aguda
R78 Bronquitis/bronquiolitis aguda
R79 Bronquitis crónica
R80 Gripe
R81 Neumonía
R82 Derrame pleural/pleuritis
R83 Otras infecciones respiratorias
R84 Neoplasias malignas de tráquea/bronquios/pulmón/pleura
R85 Otras neoplasias malignas del aparato respiratorio
R86 Neoplasias benignas del aparato respiratorio
R87 Cuerpo extraño en nariz/laringe/bronquios
R88 Otras lesiones del aparato respiratorio
R89 Anomalías congénitas del aparato respiratorio
R90 Hipertrofia/infección crónica de amígdalas/adenoides
R92 Neoplasias inespecíficas del aparato respiratorio
R95 Enfermedad pulmonar obstructiva crónica (EPOC)
R96 Asma
R97 Rinitis alérgica
R98 Síndrome de hiperventilación
R99 Otras enfermedades del aparato respiratorio

### S.PielyFaneras

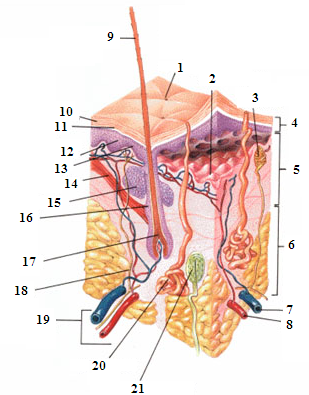
Capítulo S: piel.

S01 Dolor/sensibilidad anormal de la piel
S02 Prurito
S03 Verrugas
S04 Inflamación/masa localizada
S05 Inflamación/masas múltiples
S06 Eritema/rash localizado
S07 Eritema/rash generalizado
S08 Cambios en el color de la piel
S09 Dedo de la mano/del pie infectado
S10 Forúnculo/ántrax
S11 Infección dermatológica postraumática
S12 Picadura de insecto
S13 Mordedura humana/de animales
S14 Quemaduras/escaldaduras
S15 Cuerpo extraño en la piel
S16 Contusión/magulladura
S17 Abrasión/ampollas/arañazos
S18 Laceración/herida incisa
S19 Otras lesiones de la piel
S20 Callos/callosidades
S21 Signos/síntomas de la textura cutánea
S22 Signos/síntomas de las uñas
S23 Calvicie/caída del pelo
S24 Otros signos/síntomas pelo/cabellera
S26 Miedo al cáncer de piel
S27 Miedo a otras enfermedades de la piel
S28 Incapacidad/minusvalía de la piel/faneras
S29 Otros signos/síntomas de la piel y faneras
S70 Herpes zóster
S71 Herpes simple
S72 Sarna y otras ascaridiasis
S73 Pediculosis/otras infestaciones de la piel
S74 Dermatomicosis
S75 Candidiasis/moniliasis de la piel
S76 Otras infecciones de la piel
S77 Neoplasias malignas de la piel
S78 Lipoma
S79 Neoplasias benignas/inespecíficas de la piel
S80 Queratosis/quemadura solar
S81 Hemangioma/linfangioma
S82 Nevus/lunar
S84 Impétigo
S85 Quiste/fístula pilonidal
S86 Dermatitis seborreica
S87 Dermatitis/eccema atópico
S88 Dermatitis de contacto/alérgica
S89 Dermatitis del pañal
S90 Pitiriasis rosada
S91 Psoriasis
S92 Enfermedades de las glándulas sudoríparas
S93 Quiste sebáceo
S94 Uña encarnada
S95 Molluscum contagiosum
S96 Acné
S97 Úlcera crónica de la piel
S98 Urticaria
S99 Otras enfermedades de la piel

### T.Aparato endocrino,MetabolismoyNutrición
T01 Sed excesiva
T02 Apetito excesivo
T03 Pérdida de apetito

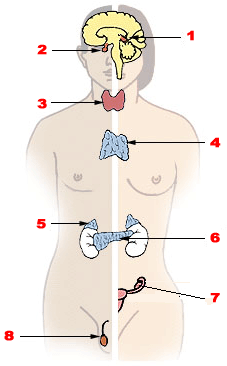
Capítulo T: sistema endocrino.

T04 Problemas de alimentación en el lactante/niño
T05 Problemas de alimentación en el adulto
T07 Ganancia de peso
T08 Pérdida de peso
T10 Fallo/retraso del crecimiento
T11 Deshidratación
T26 Miedo al cáncer del aparato digestivo
T27 Miedo a otras enfermedades endocrinas/metabólicas
T28 Incapacidad/minusvalía del aparato endocrino/metabolismo/nutrición
T29 Otros signos/síntomas endocrinos/metabólicos/nutricionales
T70 Infecciones endocrinas
T71 Neoplasias malignas de tiroides
T72 Neoplasias benignas de tiroides
T73 Otras neoplasias endocrinas/inespecíficas
T78 Conducto/quiste tirogloso
T80 Anomalías congénitas endocrinas/metabólicas
T81 Bocio
T82 Obesidad
T83 Sobrepeso
T85 Hipertiroidismo/tirotoxicosis
T86 Hipotiroidismo/mixedema
T87 Hipoglucemia
T89 Diabetes insulinodependiente
T90 Diabetes no insulinodependiente
T91 Déficit vitamínico/nutricional
T92 Gota
T93 Trastornos metabolismo lipídico
T99 Otros problemas endocrinos/metabólicos/nutricionales

### U.Aparato Urinario
U01 Disuria/micción dolorosa
U02 Micción imperiosa/frecuente
U04 Incontinencia urinaria
U05 Otros problemas de la micción
U06 Hematuria

Capítulo U: sistema urinario.

U07 Otros signos/síntomas de la orina
U08 Retención urinaria
U13 Otros signos/síntomas de la vejiga urinaria
U14 Signos/síntomas del riñón
U26 Miedo al cáncer del aparato urinario
U27 Miedo a otras enfermedades del aparato urinario
U28 Incapacidad/minusvalía del aparato urinario
U29 Otros signos/síntomas del aparato urinario
U70 Pielitis/pielonefritis

Capítulo U: riñón.

U71 Cistitis/otras infecciones urinarias
U72 Uretritis
U75 Neoplasias malignas de riñón
U76 Neoplasias malignas de la vejiga urinaria
U77 Otras neoplasias malignas del aparato urinario
U78 Neoplasias benignas del aparato urinario
U79 Neoplasias NE del aparato urinario
U80 Lesiones del aparato urinario
U85 Anomalías congénitas del aparato urinario
U88 Nefrosis/glomerulonefritis
U90 Albuminuria/proteinuria ortostática
U95 Cálculos urinarios
U98 Análisis anormales de orina NE
U99 Otros problemas/enfermedades urinarias

### W.Planificación Familiar,Embarazo,PartoyPuerperio
W01 Cuestiones acerca del embarazo
W02 Miedo a estar embarazada
W03 Hemorragia antes del parto
W05 Vómito/náusea del embarazo
W10 Contracepción postcoital
W11 Contracepción oral, en la mujer
W12 Contracepción intrauterina

Capítulo W: embarazo.

W13 Esterilización/planificación familiar, en la mujer
W14 Otros métodos de contracepción, en la mujer
W15 Infertilidad femenina
W17 Hemorragia posparto
W18 Otros signos/síntomas del posparto
W19 Signos/síntomas de la mama/lactancia
W21 Preocupación sobre la apariencia en el embarazo
W27 Miedo a las complicaciones del embarazo
W28 Incapacidad/minusvalía por el embarazo/parto/puerperio
W29 Otros signos/síntomas del embarazo/parto/puerperio
W70 Infección/sepsis puerperal
W71 Otras enfermedades infecciosas en el embarazo/parto/puerperio
W72 Neoplasias malinas en conexión con el embarazo
W73 Neoplasias benignas/inespecíficas en conexión con el embarazo
W75 Lesiones que complican el embarazo
W76 Anomalías congénitas que complican el embarazo
W78 Embarazo
W79 Embarazo no deseado
W80 Embarazo ectópico
W81 Toxemia del embarazo
W82 Aborto espontáneo
W83 Aborto provocado
W84 Embarazo de alto riesgo
W85 Diabetes gestacional
W90 Parto normal/recién nacido vivo
W91 Parto normal/recién nacido muerto
W92 Parto complicado/recién nacido vivo
W93 Parto complicado/recién nacido muerto
W94 Mastitis puerperal
W95 Otros problemas/enfermedades mamarias en el embarazo/puerperio
W96 Otras complicaciones del puerperio
W99 Otros problemas/enfermedades del embarazo/parto

### X.Aparato Genital FemeninoyMamas
X01 Dolor genital femenino
X02 Dolor menstrual
X03 Dolor intermenstrual
X04 Dolor en el coito, en la mujer
X05 Menstruación ausente/escasa
X06 Menstruación excesiva

Capítulo X: aparato genital femenino, vista antero-posterior.

Capítulo X: útero.

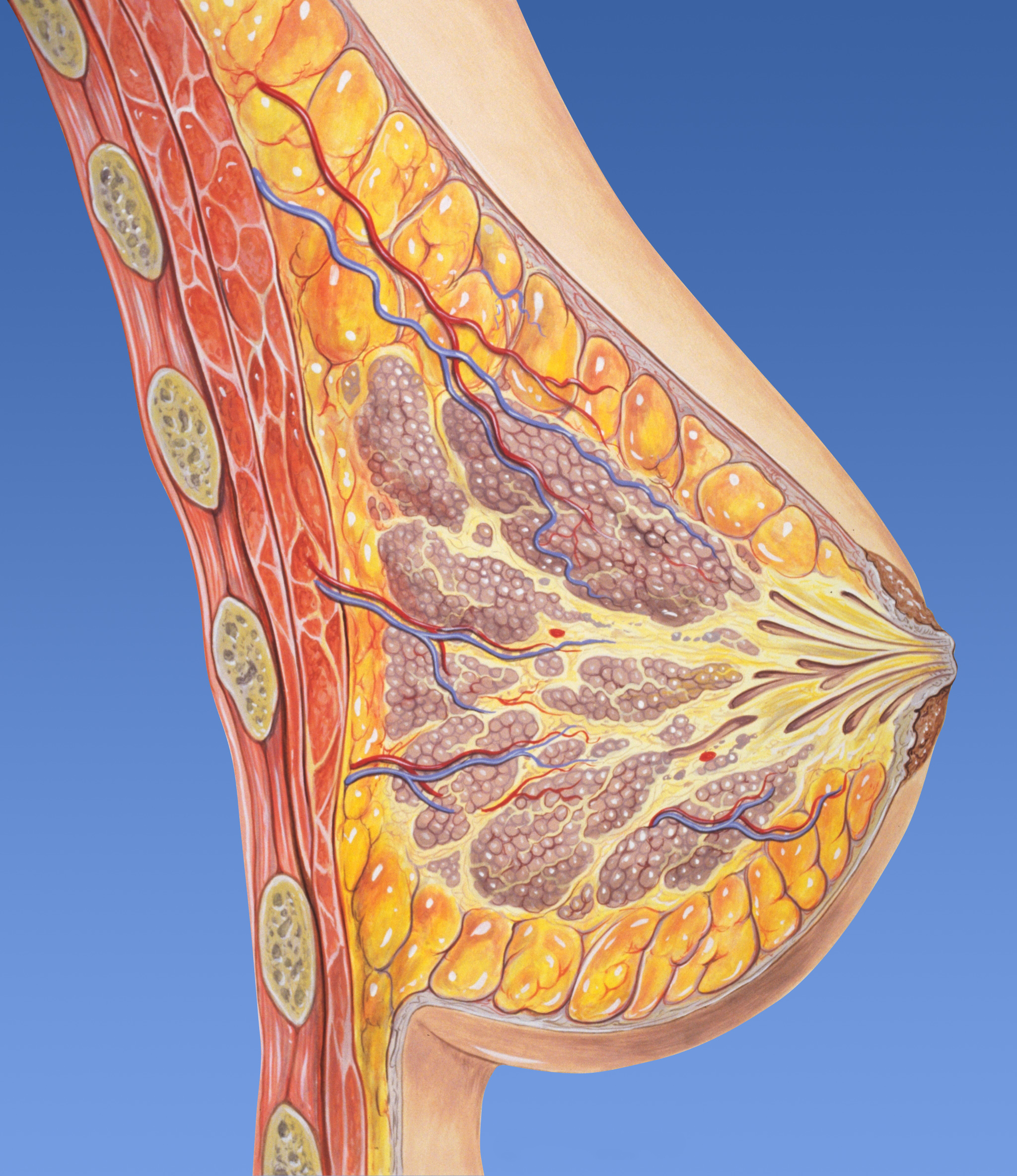
Capítulo X: mama.

X07 Menstruación irregular/frecuente
X08 Sangrado intermenstrual
X09 Signos/síntomas premenstruales
X10 Aplazamiento provocado de la menstruación
X11 Signos/síntomas menopáusicos
X12 Sangrado posmenopáusico
X13 Sangrado postcoital
X14 Secreción/flujo vaginal excesivo
X15 Otros signos/síntomas vaginales
X16 Otros signos/síntomas vulvares
X17 Otros signos/síntomas de la pelvis femenina
X18 Dolor mamario, en la mujer
X19 Masa/bulto mamario, en la mujer
X20 Signos/síntomas de los pezones, en la mujer
X21 Otros signos/síntomas mamarios, en la mujer
X22 Preocupación por la apariencia de las mamas, en la mujer
X23 Miedo a una enfermedad de transmisión sexual, en la mujer
X24 Miedo a una disfunción sexual, en la mujer
X25 Miedo al cáncer genital femenino
X26 Miedo al cáncer de mama, en la mujer
X27 Miedos a otras enfermedades genitales femeninas/de mama
X28 Incapacidad/minusvalía del aparato genital femenino/mamas
X29 Otros signos/síntomas del aparato genital femenino/mamas
X70 Sífilis, en la mujer
X71 Gonorrea, en la mujer
X72 Candidiasis genital, en la mujer
X73 Tricomoniasis genital, en la mujer
X74 Enfermedad inflamatoria pélvica
X75 Neoplasias malignas de cuello de útero
X76 Neoplasias malignas de la mama, en la mujer
X77 Otras neoplasias genitales femeninas
X78 Fibromioma uterino
X79 Neoplasias benignas de mama, en la mujer
X80 Neoplasias benignas del aparato genital femenino
X81 Neoplasias genitales femeninas inespecíficas/otras
X82 Lesiones genitales femeninas
X83 Anomalías congénitas del aparato genital femenino
X84 Vaginitis/vulvitis NE
X85 Otros problemas del cuello de útero
X86 Citología cuello de útero anormal
X87 Prolapso uterovaginal
X88 Mastopatía fibroquística
X89 Síndrome de tensión premenstrual
X90 Herpes genital, en la mujer
X91 Condiloma acuminado, en la mujer
X92 Infección genital femenina por clamidias
X99 Otras enfermedades del aparato genital femenino/mamas

### Y.Aparato Genital MasculinoyMamas
Y01 Dolor en el pene
Y02 Dolor en escroto/testículos
Y03 Secreción uretral, en el hombre
Y04 Otros signos/síntomas del pene

Capítulo XI: aparato genital masculino, vista lateral.

Y05 Otros signos/síntomas de escroto/testículos
Y06 Signos/síntomas prostáticos
Y07 Impotencia orgánica NE
Y08 Otros signos/síntomas de la función sexual masculina
Y10 Infertilidad masculina
Y13 Esterilización masculina
Y14 Otros métodos de planificación familiar masculina
Y16 Signos/síntomas mama, en el hombre
Y24 Miedo a una disfunción sexual, en el hombre
Y25 Miedo a una enfermedad de transmisión sexual, en el hombre
Y26 Miedo a un cáncer del aparato genital masculino
Y27 Miedo a otras enfermedades del aparato genital masculino
Y28 Incapacidad/minusvalía del aparato genital masculino
Y29 Otros signos/síntomas del aparato genital masculino
Y70 Sífilis, en el hombre
Y71 Gonorrea, en el hombre
Y72 Herpes genital, en el hombre
Y73 Prostatitis/vesiculitis seminal
Y74 Orquitis/epididimitis
Y75 Balanitis
Y76 Condiloma acuminado, en el hombre
Y77 Neoplasias malignas de próstata
Y78 Otras neoplasias malignas de mama/aparato genital masculino
Y79 Neoplasias benignas/inespecíficas de mama/aparato genital masculino
Y80 Lesiones del aparato genital masculino
Y81 Fimosis/prepucio excesivo
Y82 Hipospadias
Y83 Testículo no descendido
Y84 Otras anomalías congénitas del aparato genital masculino
Y85 Hipertrofia prostática benigna
Y86 Hidrocele
Y99 Otras enfermedades de la mama/aparato genital masculino

### Z.Problemas Sociales
Z01 Pobreza/dificultades económicas
Z02 Problemas de alimentos y agua
Z03 Problemas de vivienda/vecindad
Z04 Problemas socioculturales

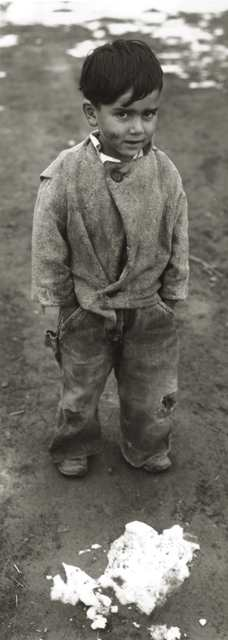
Capítulo Z: problemas sociales.

Z05 Problemas ocupacionales/del trabajo
Z06 Desempleo/paro
Z07 Problemas de educación/formación
Z08 Problemas con la seguridad social/sistema del bienestar
Z09 Problemas legales
Z10 Problemas con sistema sanitario
Z11 Problemas con el estar enfermo
Z12 Problemas de relación entre cónyuges
Z13 Problemas con la conducta del cónyuge
Z14 Problemas por enfermedad del cónyuge
Z15 Pérdida/muerte del cónyuge
Z16 Problemas de relación con los hijos
Z18 Problemas por enfermedad de los hijos
Z19 Pérdida/muerte de un hijo
Z20 Problemas en relación con los padres/otros familiares
Z21 Problemas con la conducta de los padres/otros familiares
Z22 Problemas por enfermedad de los padres/otros familiares
Z23 Pérdida/muerte de los padres/otros familiares
Z24 Problemas de relación con los amigos
Z25 Problemas derivados de la violencia/agresiones
Z27 Miedo a un problema social
Z28 Incapacidad/minusvalía social
Z29 Otros problemas sociales